# Gerhard Kockert
Gerhard Kockert (* 15. Oktober 1946 in Wittichenau) ist ein deutscher Ingenieur sowie Politiker (DDR-CDU, ab 1990 CDU). Er war Mitglied des Sächsischen Landtages.

## Leben
Gerhard Kockert besuchte die Polytechnische Oberschule (POS) in Wittichenau und machte eine Landwirtschaftslehre im Volkseigenen Gut Herzberg, die er mit dem Abitur abschloss. Ein darauf folgendes Studium an der Universität Leipzig und der Martin-Luther-Universität Halle-Wittenberg absolvierte er mit einem Abschluss als Diplomingenieur.
Ab 1971 war Kockert teilzeitlich Vorsitzender in der Landwirtschaftlichen Produktionsgenossenschaft (LPG) Wittichenau und Vorsitzender des Kooperationsrates. Außerdem war er ehrenamtlich Aufsichtsrat der Bäuerlichen Handelsgenossenschaft Hoyerswerda und ehrenamtlich Vorsitzender der Bevollmächtigtenversammlung der Zwischengenossenschaftlichen Einrichtung Schweinemast und Zuchtanlage (ZGE SZMA) Hoyerswerda.
Kockert ist katholisch, verheiratet und hat drei Kinder.

## Politik
Gerhard Kockert trat 1971 der DDR-Blockpartei CDU bei und war ab 1990 Mitglied der nunmehr vereinigten CDU. Von 1972 bis 1989 war er Mitglied im Bezirksvorstand der CDU Cottbus. Im Jahr 1989 war er Mitglied im Landesvorstand der CDU Brandenburg und im Jahr 1990 Vorsitzender im Ortsverband der CDU Wittichenau. Im Oktober 1990 wurde Kockert über den Wahlkreis 26 (Hoyerswerda II Bautzen IV) in den Sächsischen Landtag gewählt, dem er für eine Wahlperiode angehörte. Dort war er im Umweltausschuss und im Ausschuss für Landwirtschaft, Ernährung und Forsten tätig.